# Calophyllum havilandii
Calophyllum havilandii là một loài thực vật có hoa thuộc họ Clusiaceae.
Loài này có ở Brunei, Indonesia, và Malaysia.